# 易信
易信是一款由中国电信与网易公司联合开发，于2013年8月19日正式发布的一款移动端即时通讯社交软件，主打功能为免费短信及电话留言。

## 功能特色
- 语音留言：易信可以以电话留言的方式向对方发送语音短信。[3]
- 免费短信：即使是没有安装易信的用户，也可以收到易信发送的免费短信。[3]
- 易信公共平台，2013年9月6日开始针对企业开放注册，针对企业的信息发布方式。[4]

## 发展
2013年8月19日，易信发布。据媒体披露，20日用户数于发布24小时内突破100万。跃升苹果App Store免费榜第三名、社交软件第一名 。23日注册用户数已达500万。
除了宣传语音留言与免费短信外，还有采取了赠送流量、校园网免费通话等一系列营销手段。易信与京东等联合，京东内部甚至于26日起要求员工使用易信。
最初翼信公司总经理张政表示，预计易信将在6个月内达到1亿注册用户、5000万活跃用户。但由于随后日下载量暴跌，易信也被批评为“一潭死水”。

## 争议
有媒体认为易信是微信、轻应用、微米与飞信等软件的有力对手 ，另有媒体称它撼动了微信的垄断地位。目前易信可运行于安卓和iOS两大平台。易信也是中国电信与中国互联网公司的第一个跨界合作产品。
易信的免费匿名语音留言功能被认为可能成为恶作剧工具。易信方面也表示将在新版本中增加一些隐私等方面限制，以大大减少垃圾信息输出。
有报导称，易信由于容易被陌生人添加好友，信息发布设计等问题，导致其发布后半个月内在某手机软件下载平台的日下载量从19万跌至3万。

## 9月5日易信送卡包事件
2014年9月5日晚上，百度贴吧的用户发贴说收到网易发的一封“老玩家回归”邮件，内容为：9月30日前打通NAXX第一区，用易信通知炉石传说公众号便可以获得5个专家级扩展包；用人民币打包购买剩下的4区，也用易信通知炉石传说公众号可以获得另外7个专家级扩展包。网易官方表示目前只有收到该邮件的玩家才可以领取这些卡包，但实际上没收到邮件的部分玩家在9月5日晚上参加了这个活动后，也领取到了这些卡包。
9月6日晚上，部分百度贴吧的用户开始声讨网易的广告行为，他们宣称这是易信骗下载量，并要到全国文化市场举报网站举报。但这些用户大部分只是借此借口赚取更多的“贴吧经验”。
9月7日上午，易信的app store评分出现了大量的1星评价，评分直降至1.5分。
9月7日下午，网易官方宣布这次易信送卡包活动提前结束，但是将会对提交申请而没发到的玩家进行补发。
归根到底，这次送卡包事件，其实只是网易继易信抢激活码后又一次对易信的广告而已。